# Wolk

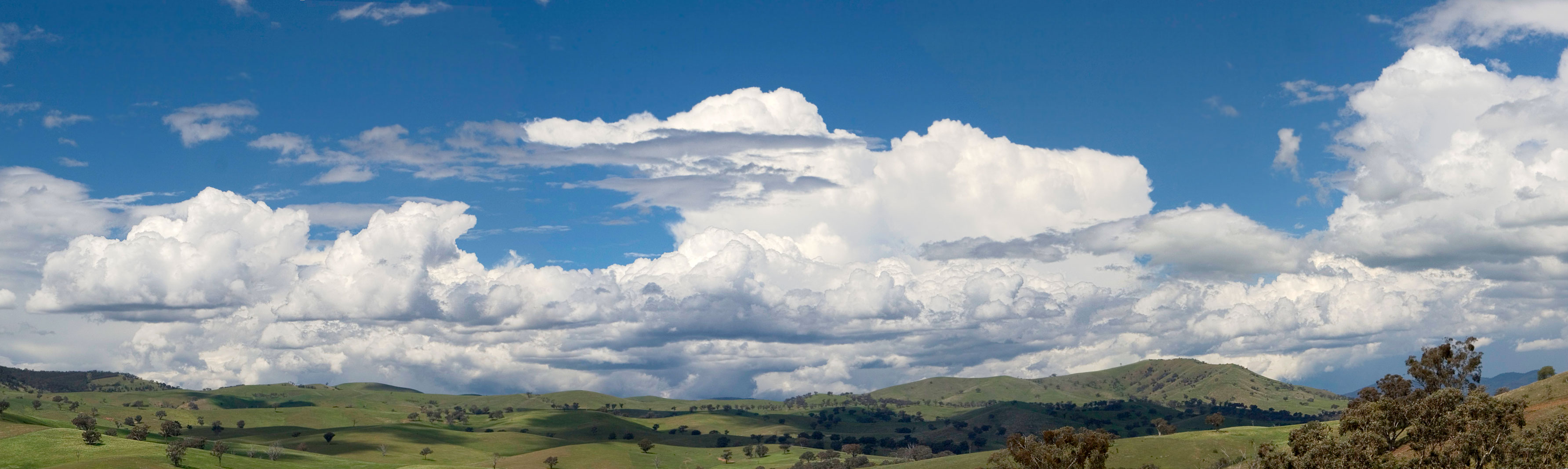
Cumuluswolken boven een landschap in Australië

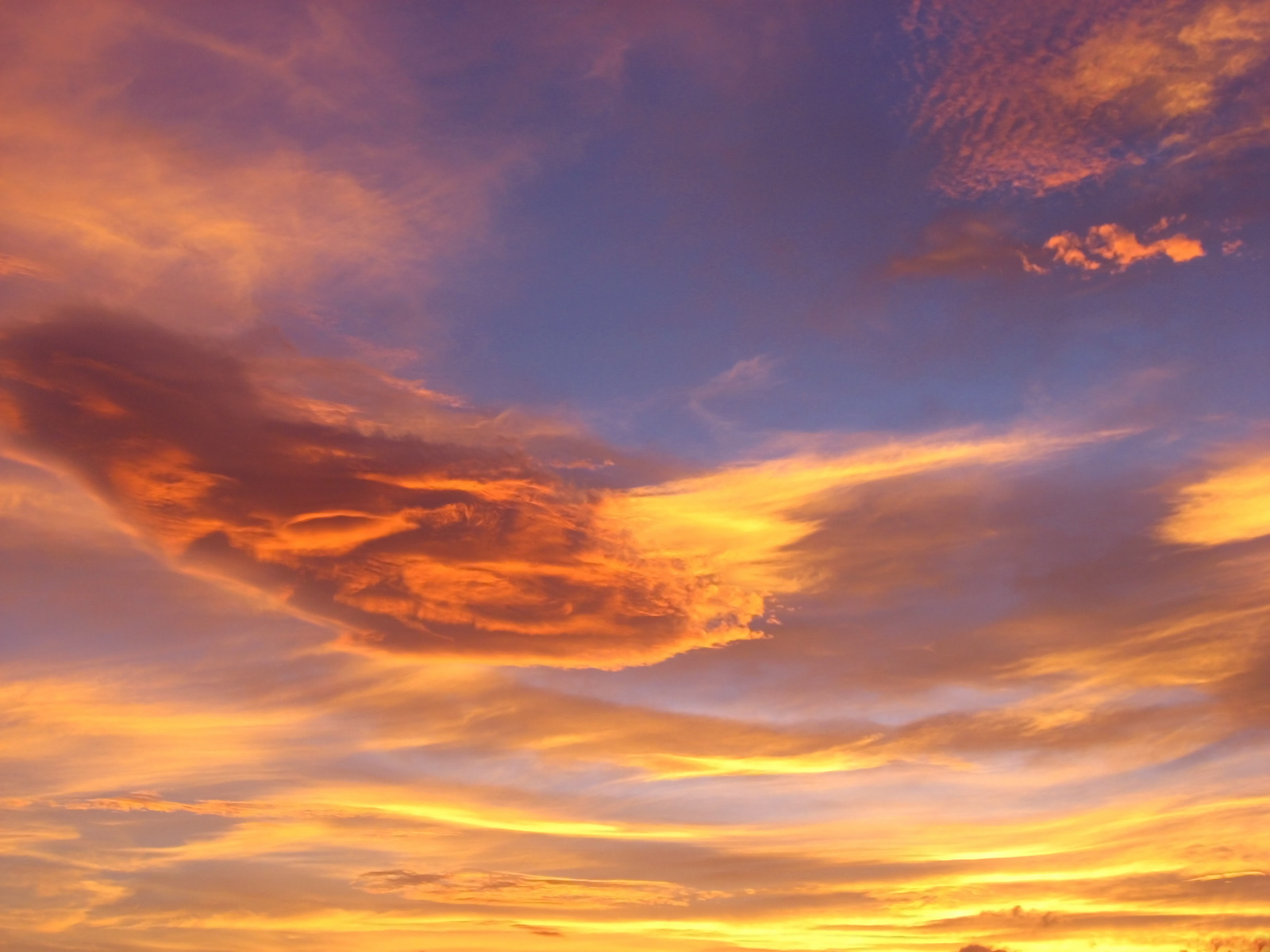
Wolken tijdens zonsondergang

Een wolk is een zichtbare verzameling – al dan niet onderkoelde – waterdruppeltjes of ijskristalletjes in de atmosfeer op enige hoogte boven het aardoppervlak.
Waterwolken ontstaan doordat waterdamp in verzadigde lucht condenseert rond condensatiekernen. Waterdamp kan verrijpen tot ijskristalletjes en zo ijswolken vormen. In gemengde wolken komen zowel waterdruppeltjes als ijskristallen voor.

## Wolkenvorming
In verzadigde lucht is de relatieve luchtvochtigheid 100%. Dit gebeurt door verdamping van oppervlaktewater, menging met verzadigde lucht en afkoeling van onverzadigde lucht of een combinatie daarvan. Aan de grond kan dit leiden tot mistvorming – fysisch is mist hetzelfde als een waterwolk. Voor wolkenvorming is vooral afkoeling van belang. Dit treedt adiabatisch – zonder warmte-uitwisseling met de omgeving – op bij luchtstijgingen. Voorbij het condensatieniveau vindt dan condensatie plaats rond condensatiekernen. Zonder die aerosolen zou condensatie pas bij een grote overschrijding van de verzadigingsdampdruk optreden. Deze oververzadiging kan in volkomen schone lucht oplopen tot 300 à 400% voordat condensatie optreedt.

### Atmosferische stabiliteit

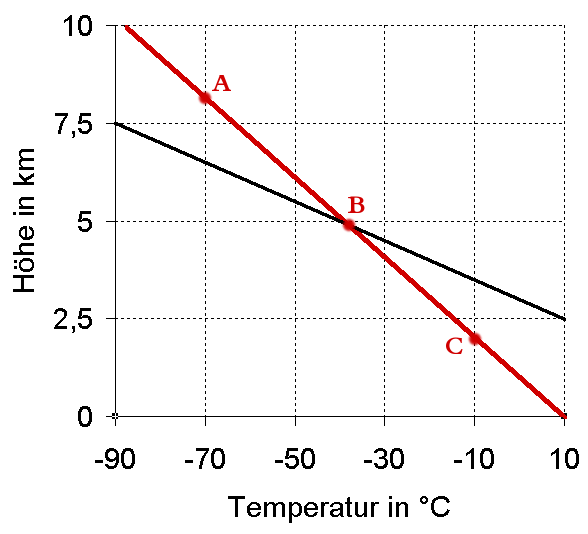
In een onstabiele atmosfeer loopt de rode droog-adiabatische temperatuurgradiënt van de luchtbel steiler dan de zwarte toestandskromme van de atmosfeer. De luchtbel blijft stijgen.

Temperatuur-hoogte-diagram:
Droog-adiabaten
verzadigd-adiabaten

Van belang bij wolkenvorming is de atmosferische stabiliteit. De mate van onstabiliteit en de verticale verdeling daarvan bepaalt met de hoeveelheid vocht in de lucht welke types wolken zich vormen. Een onstabiele atmosfeer kan ontstaan door:
- verwarming onderin;
- afkoeling bovenin;
- optilling.

#### Verwarming onderin
Verwarming onderin kan plaatsvinden door aardse straling waarmee het door zonnestraling opgewarmde aardoppervlak zijn warmte afgeeft aan de atmosfeer. De dagelijkse gang hiervan bereikt boven land zijn maximum in de namiddag, boven zee is de dagelijkse gang gering.

Ook door advectie – de horizontale luchtverplaatsingen waarmee warmtetransport plaatsvindt – kan de atmosfeer onderin verwarmen. Buien met soms onweer kunnen hier het gevolg van zijn.

#### Afkoeling bovenin
Bij afkoeling bovenin kan advectie optreden, waarbij juist koude lucht wordt aangevoerd. Dit kan ook gepaard gaan met zware buien.

Vooral gedurende de nacht kan afkoeling ook plaatsvinden door uitstraling van bewolking of een nog niet gecondenseerde vochtige laag. Boven zee is dit verantwoordelijk voor de relatief hoge buiigheid aan het einde van de nacht.

#### Optilling

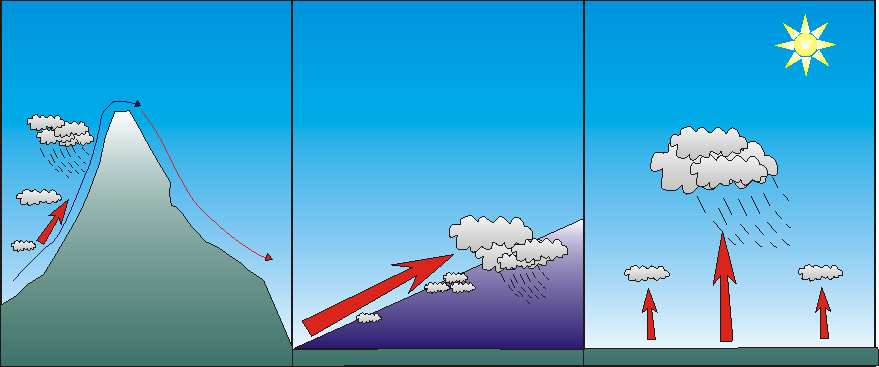
Orografische optilling, frontale optilling en convectie.

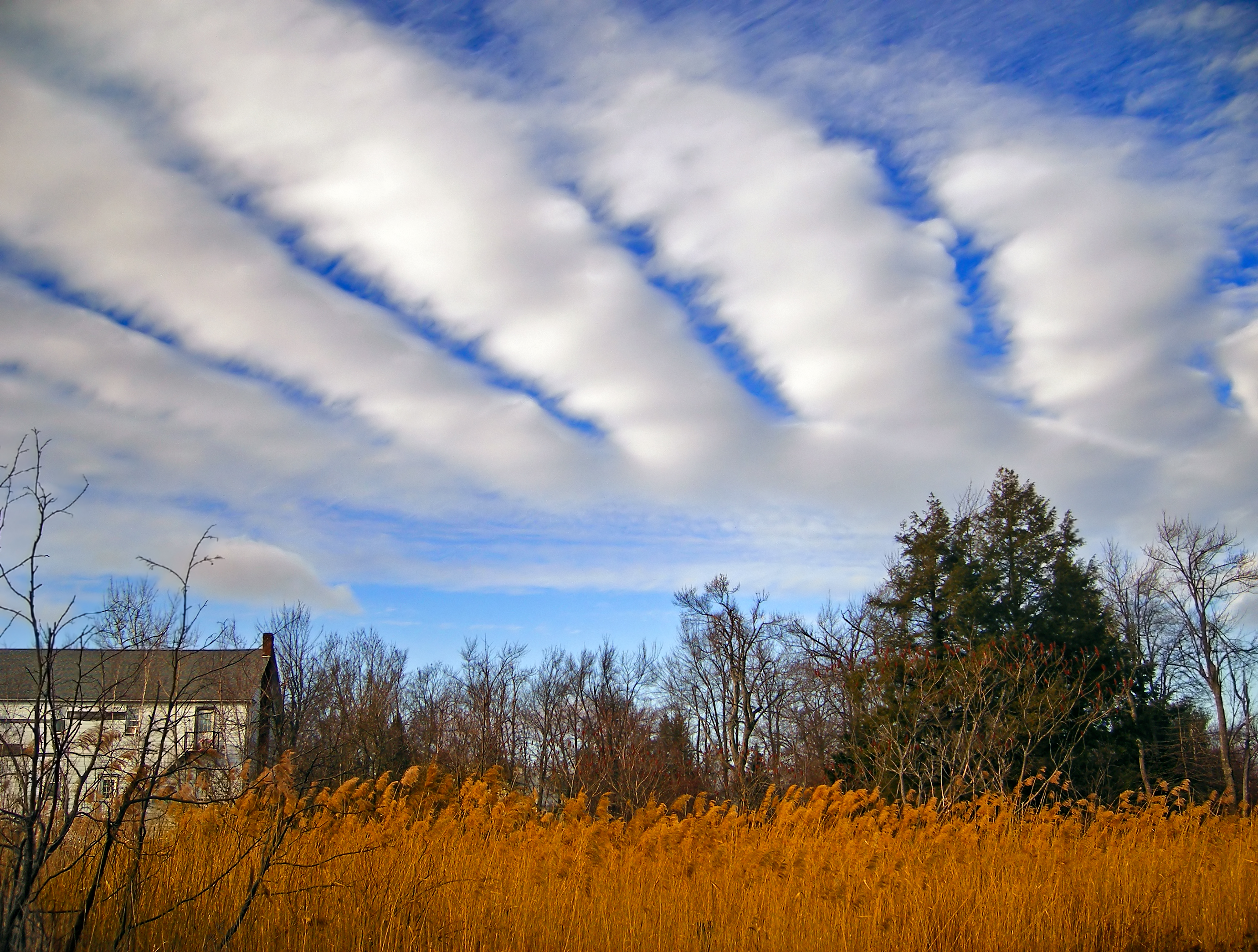
Altocumulus-undulatus.

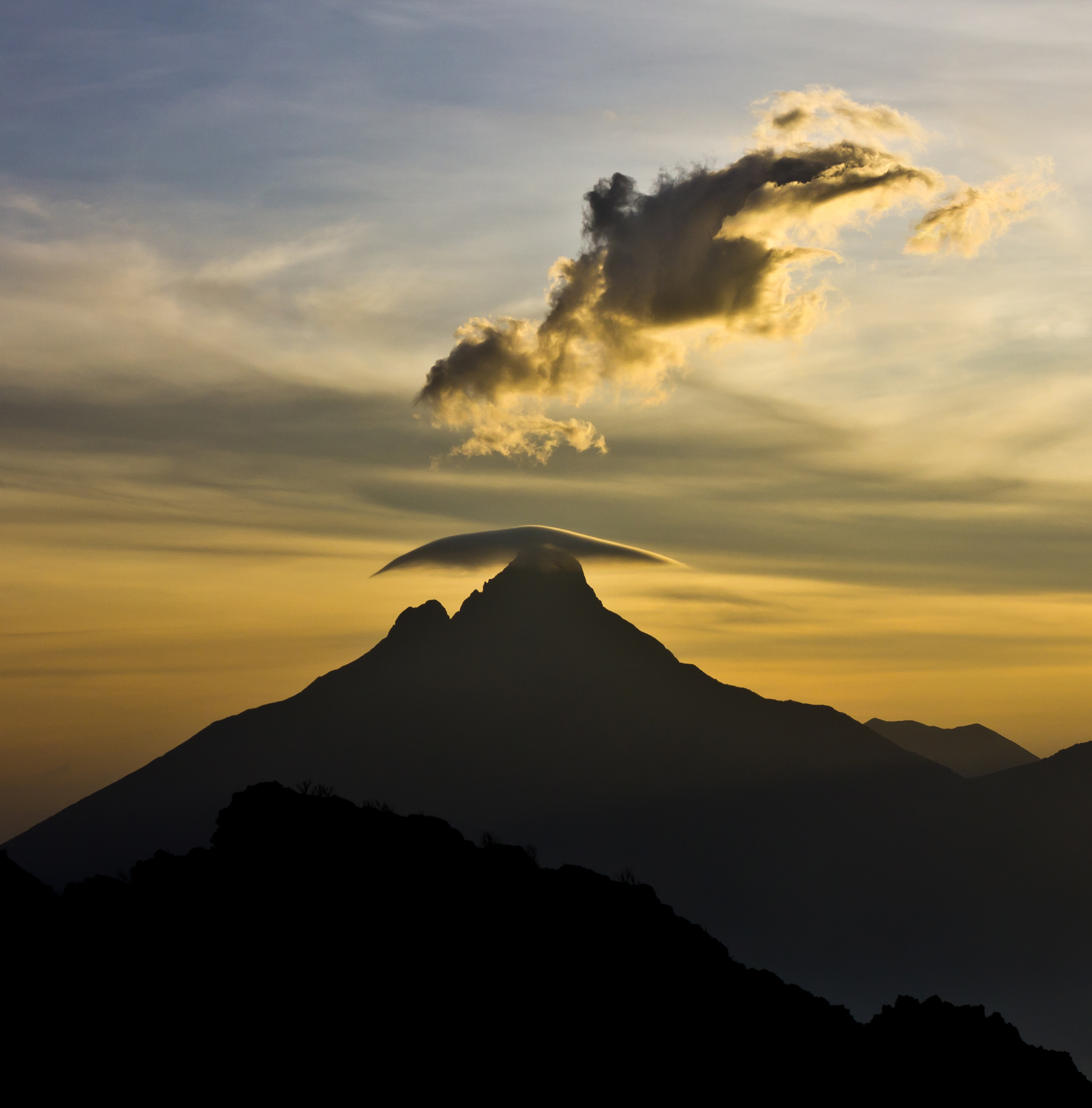
Altocumulus lenticularis bij de Mikeno.

Stijging of optilling van lucht kan verschillende oorzaken hebben. De gehele luchtmassa kan opstijgen, zoals het geval bij:
- convergentie, het samenstromen van lucht zoals bij lagedrukgebieden en isallobarische minima;
- bij een front wordt warme massa of lucht opgetild door koude massa;
- bij orografische wolkenvorming wordt een luchtmassa opgetild door een bergketen.

De wolkensoorten die ontstaan, zijn afhankelijk van de stabiliteit van de lucht, maar zijn bij berghellingen en fronten vaak stratiform.
Daarnaast kan er sprake zijn van stijgende lucht door golfbewegingen:
- lopende golven kunnen ontstaan als twee luchtmassa's over elkaar heen bewegen. In de golf daalt en stijgt de lucht waardoor wolken zich vormen en weer oplossen. Dit zijn undulatuswolken als altocumulus-undulatus en stratocumulus-undulatus;
- staande golven van het type altocumulus lenticularis kunnen ontstaan aan de lijzijde van bergruggen.

Een derde vorm is plaatselijk opstijging door convectie, het opstijgen van lucht door verwarming van onderin. Dit treedt op in instabiele koude massa. Dat is lucht waarvan de temperatuur lager ligt dan die van het oppervlak. De lucht wordt dus onderin verwarmd. Hier stijgt niet de gehele luchtmassa, maar slechts luchtbellen met een grootte van enkele tientallen tot honderden meters. Hieruit ontstaan wolken van het type cumulus en cumulonimbus.
Verder worden wolken gevormd door vliegtuigen, condenssporen of vliegtuigstrepen.

#### Adiabatische afkoeling
De afkoeling met toenemende hoogte vindt plaats volgens een adiabatisch proces; er vindt geen warmte-uitwisseling plaats met de omgeving. Een stijgende luchtbel koelt dus niet af omdat de omgevende lucht kouder wordt, maar omdat op grotere hoogte de luchtdruk afneemt, waardoor deze uitzet. Deze adiabatische expansie kost arbeid die door de luchtbel geleverd moet worden, wat de temperatuur laat dalen. Deze daalt bij droge lucht met 0,98 °C per 100 meter, de droog-adiabatische temperatuurgradiënt {\displaystyle \gamma _{d}}.
Als de relatieve luchtvochtigheid 100% is, is er sprake van een verzadigd-adiabatisch proces. Aangezien lucht bij lagere temperatuur minder waterdamp kan bevatten, treedt er condensatie op. Hierbij komt warmte vrij, waardoor de temperatuur met minder dan 0,98 °C per 100 meter afneemt, de verzadigd-adiabaat {\displaystyle \gamma _{s}}, gemiddeld 0,6 °C per 100 meter.
In de troposfeer – de onderste laag van de atmosfeer waar zich de meeste weersverschijnselen afspelen – neemt de temperatuur gemiddeld 6,5 °C per km af, maar de werkelijke toestandskromme is afhankelijk van de hoeveelheid vocht in de atmosfeer.
Bij een stabiele atmosfeer wordt een luchtbel die stijgt zwaarder dan de omringende lucht en daalt die. Bij een onstabiele atmosfeer stijgt de luchtbel tot die een stabiele laag bereikt. In een onstabiele atmosfeer neemt de temperatuur van de omringende lucht met meer dan 0,98 °C per 100 meter af, terwijl een stijgende droge luchtbel droog-adiabatisch afkoelt met 0,98 °C per 100 meter. De dichtheid van de luchtbel verkleint en wordt lichter dan de omgeving, waardoor deze verder stijgt.
Zo kan stratocumulus ontstaan uit cumulus als de atmosfeer aan het einde van de dag stabieler wordt, zodat de wolkentoppen van de cumulus inzakken en de wolkenbasis breder wordt.

### Wolkenbasis
Van cumulusbewolking kan de hoogte h van de wolkenbasis berekend worden aan de hand van de luchttemperatuur t aan de grond en de bijbehorende dauwpuntstemperatuur td. In een stijgende luchtbel komen de temperatuur en het dauwpunt elke 100 meter 1 °C dichter bij elkaar, zodat geldt:
h = (t – td) × 125

### Dichtheid
De hoeveelheid water verschilt per wolkentype. De vloeibaar-waterinhoud van stratuswolken en mist is zo'n 0,1-0,5 g/m3, terwijl cumulusbewolking rond de 0,5 g/m3 bevat met uitschieters daarboven. Cumulonimbus bevat meestal meer dan 0,5 g/m3.

## Neerslagvorming
De massa van de wolkenelementen is dusdanig gering dat ze in de wolk zweven. Deze wolkenelementen kunnen uitgroeien tot neerslagelementen als regendruppels, hagelkorrels en sneeuwvlokken. Hiervoor zijn twee processen verantwoordelijk, het coalescentieproces en het Wegener-Bergeron-Findeisen-proces.

### Coalescentie
Coalescentie speelt zich af in relatief warme wolken waarbij de temperatuur van de wolkentop boven de -10 à -12 °C ligt. Wolkenelementen van verschillende grootte en gewicht en daarmee verschillende valsnelheden, kunnen bij botsing met elkaar samenvloeien. Als de wolk voldoende groot is, kunnen zich regendruppels vormen die door de wolkenbasis vallen.

### Wegener-Bergeron-Findeisen-proces
1. -23 °C en lager: ijskristallen
2. tussen -10 °C en -15 à -23 °C: gemengde zone
3. tussen 0 °C en -10 °C: onderkoelde waterdruppels
4. 0 °C en hoger: gewone waterdruppels

In relatief koude wolken komen onderkoelde waterdruppeltjes en ijskristallen samen voor. Hier speelt zich het Wegener-Bergeron-Findeisen-proces af. Doordat de lucht rond ijs minder waterdamp kan bevatten dan rond de onderkoelde waterdruppeltjes, zal bij verzadigde lucht de damp verrijpen op de ijskristallen. Hierdoor vermindert de hoeveelheid waterdamp en is er sprake van onverzadigde damp. De waterdruppeltjes zullen daarop verdampen, waarna het proces zich herhaalt. De aangroeiende ijskristallen kunnen daarna in verschillende vormen als neerslag – regen, sneeuw, hagel of ijsregen – naar beneden komen. Als de neerslag in de wolk als sneeuw begint, dan kan dit op weg naar beneden weer smelten om als regen neer te komen. Komt de regen op zijn tocht naar beneden aansluitend nog eens in een koudere luchtsoort terecht, dan kan de regen weer bevriezen of onderkoeld raken en aansluitend als hagel, korrelsneeuw of ijsregen naar beneden komen.
Zo kunnen gigantische, tot 10 km hoge wolken in 20 minuten leegregenen (wolkbreuk).

### Stratiforme bewolking
Neerslag kan uit gelaagde of stratiforme en uit convectieve bewolking voortkomen. Op gematigde breedten valt het merendeel van de neerslag uit stratiforme bewolking. De verticale luchtstromingen zijn hier beperkt. Als de temperaturen in de bewolking boven het vriespunt blijft, groeien de waterdruppels alleen aan via het coalescentieproces en blijft de neerslag beperkt tot motregen of heel lichte regen, die echter bij dichte bewolking wel uren aan kan houden. Voor intensievere neerslag moet de temperatuur onder de -12 °C komen zodat het Wegener-Bergeron-Findeisen-proces in werking kan treden, wat veelal betekent dat de wolk grotere verticale afmetingen moet hebben.

### Convectieve bewolking
Convectieve bewolking – cumulus en cumulonimbus – kan een grote verticale ontwikkeling doormaken, soms tot aan de tropopauze. De luchtstromingen zijn veelal meer dan 1 m/s en kunnen in zware buien oplopen tot meer dan 25 m/s. De wolkenelementen kunnen daardoor snel aangroeien, zodat er al zo'n 20 tot 30 minuten na het ontstaan van de wolk intensieve neerslag kan vallen. Door de krachtige verticale luchtbewegingen kunnen ijskristallen meerdere malen omhoog worden gevoerd en aangroeien tot grote hagelstenen. Aangezien de convectie sterker wordt in de zomer, zal er dan meer hagel vallen.
In de tropen kunnen zich in de intertropische convergentiezone (ITCZ) in hot towers zelfs dusdanig sterke stijgwinden ontwikkelen dat deze doorschieten in de stratosfeer.

## Classificatie
| Wolkenfamilies en wolkensoorten | Hoge wolken (CH) (Cirro)      | 3 tot 8 km | 5 tot 13 km | 6 tot 18 km | cirrus (Ci) cirrocumulus (Cc) cirrostratus (Cs)                                                                                   | 0,21 |  | Verticaal ontwikkelde wolken (Cumulo) | cumulonimbus (Cb) cumulus (Cu) Albedo 0,70 |
| Wolkenfamilies en wolkensoorten | Middelhoge wolken (CM) (Alto) | 2 tot 4 km | 2 tot 7 km  | 2 tot 8 km  | altocumulus (Ac) altostratus (As) (ook wel tot in de bovenste etage) nimbostratus (Ns) (ook wel in de onderste en bovenste etage) | 0,48 |  | Verticaal ontwikkelde wolken (Cumulo) | cumulonimbus (Cb) cumulus (Cu) Albedo 0,70 |
| Wolkenfamilies en wolkensoorten | Lage wolken (CL) (Strato)     | 0 tot 2 km | 0 tot 2 km  | 0 tot 2 km  | stratocumulus (Sc) stratus (St)                                                                                                   | 0,69 |  | Verticaal ontwikkelde wolken (Cumulo) | cumulonimbus (Cb) cumulus (Cu) Albedo 0,70 |

De Britse apotheker Luke Howard maakte in 1802 een wereldwijd geaccepteerde classificatie van wolken. Hij gebruikte hiervoor een systeem dat erg leek op het classificatiesysteem van planten- en dierensoorten dat Linnaeus al eerder ontwierp. Hij ontleende de namen voor de verschillende wolken aan het Latijn. Sinds de eerste ontwikkeling ervan hebben er verschillende wijzigingen plaatsgevonden in het systeem van Howard.
Allereerst wordt onderscheid gemaakt tussen gelaagde of stratiforme bewolking en stapelwolken of cumuliforme bewolking, ook wel convectieve bewolking genoemd.
Voorts worden wolken op basis van hoogte ingedeeld in families, waarbij drie overlappende etages zijn te onderscheiden:
- hoge wolken, vrijwel helemaal bestaand uit ijskistallen;
- middelhoge wolken, veelal onderkoelde waterdruppels;
- lage wolken, vooral waterdruppels;
- verticaal ontwikkelde wolken, die hun basis hebben in de onderste etage, maar uit kunnen groeien tot in de bovenste etage. Afhankelijk van de hoogte alleen bestaande uit waterdruppels of gemengde wolken.

### Hoge bewolking

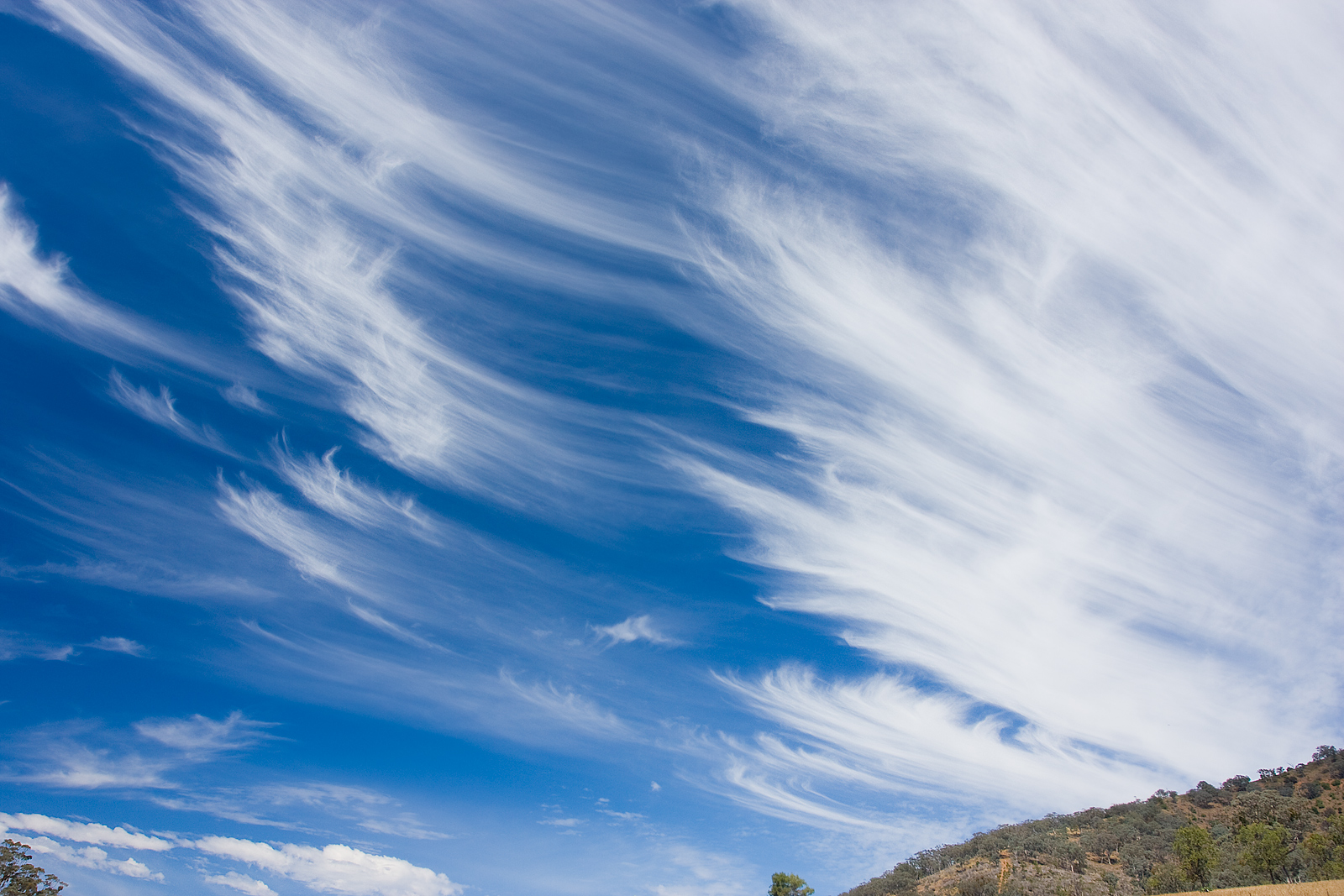
Cirrusbewolking.

Hoge bewolking (CH) bestaat meestal volledig uit ijskristallen en er valt geen neerslag uit. Het is dunne doorschijnende bewolking met een vezelachtig uiterlijk, vandaar de naam cirrus, wat Latijn is voor "haarlok". Cirrus (Ci) (veegwolk) bestaat uit afzonderlijke wolken, terwijl cirrocumulus (Cc) (ribbelwolk) bestaat uit een bank van wolken. Deze ontstaan vaak spontaan bij onstabiele lucht, maar kunnen voortkomen uit andere hoge bewolking of altocumulus.
Bij cirrostratus (Cs) (melklucht) is de hemel helemaal of grotendeels bedekt en is er de mogelijkheid van halo's. Dit kan ontstaan uit het samenvloeien van cirrus en cirrocumulus, maar vaker als gevolg van frontale optilling. Daarmee is het een indicatie van een naderend warmtefront. Als het front nadert, gaat de cirrostratus over in altostratus om bij het front over te gaan in nimbostratus of stratus.

### Middelbare bewolking

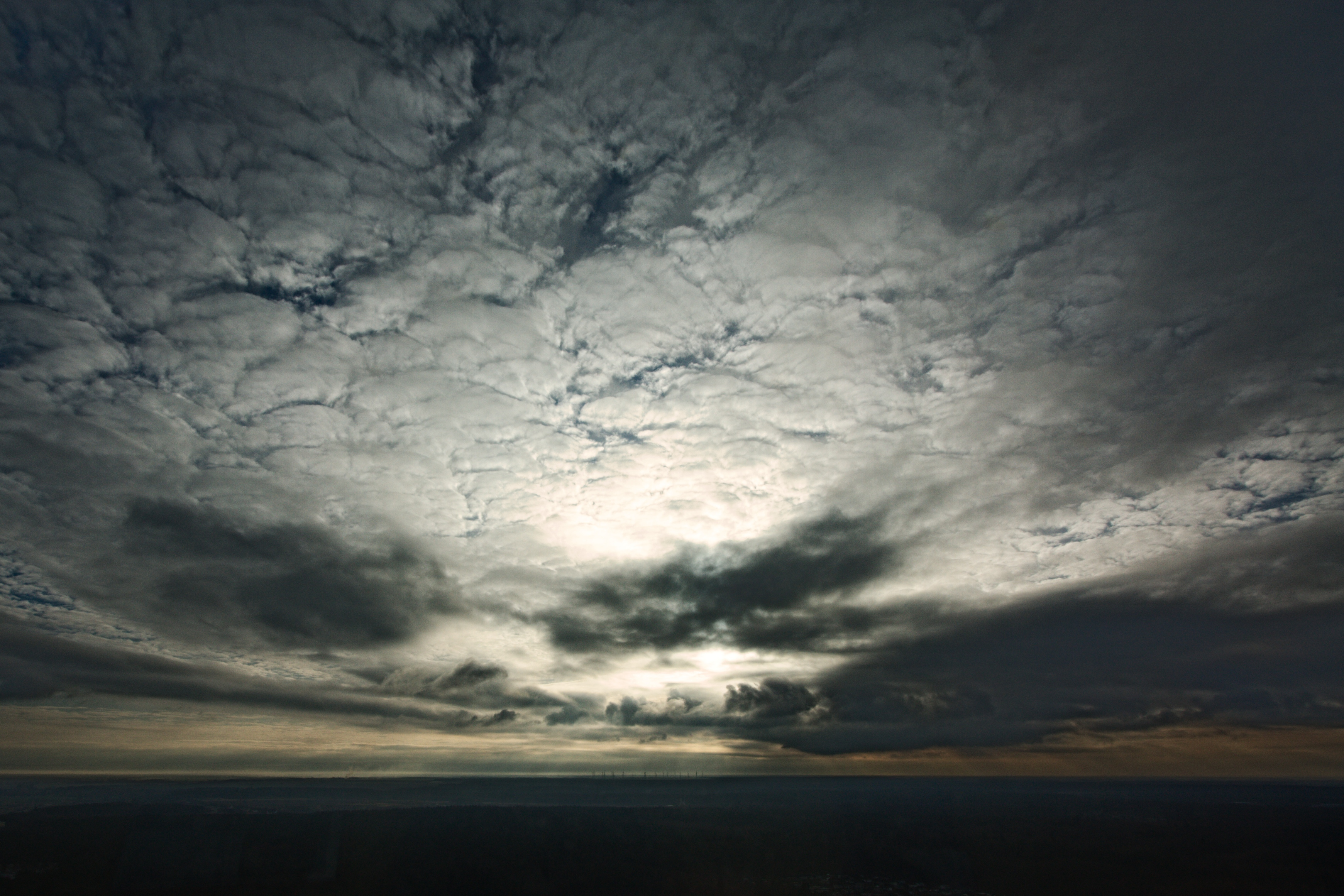
Altostratusbewolking.

Middelbare bewolking (CM) kan bestaan uit altocumulus (Ac) (schapenwolk) en altostratus (As) (matglaslucht), hoewel die laatste ook wel tot in de bovenste etage reikt. Altocumulus kan ontstaan uit uitspreidende verticale bewolking of juist door het oplossen van altostratus en nimbostratus. De torentjes van altocumulus castellanus ontstaan bij grote onstabiliteit en daarmee een aanwijzing voor naderend onweer. Uit altocumulus valt meestal geen neerslag en als dit al het geval is, dan verdampt deze veelal voor het aardoppervlak bereikt is. Dit is te zien als valstrepen (virga).
Altostratus kan ontstaan uit cirrostratus bij een naderend koufront waarbij de overgang niet goed is te bepalen. In dat geval zal de bewolking overgaan in nimbostratus. Andersom kan altostratus ook ontstaan uit nimbostratus die uitregent.
Nimbostratus (Ns) (regenlucht) wordt niet altijd tot middelbare bewolking gerekend, aangezien deze zijn basis ook wel in de onderste etage heeft en zich kan ontwikkelen tot ver in de bovenste etage. Nimbostratus gaat altijd gepaard met neerslag. Naast frontale nimbostratus kan deze ook ontstaan uit samenvloeiende stratocumulus of altocumulus, of heel soms uitspreidende cumulonimbus of cumulus.

### Lage bewolking

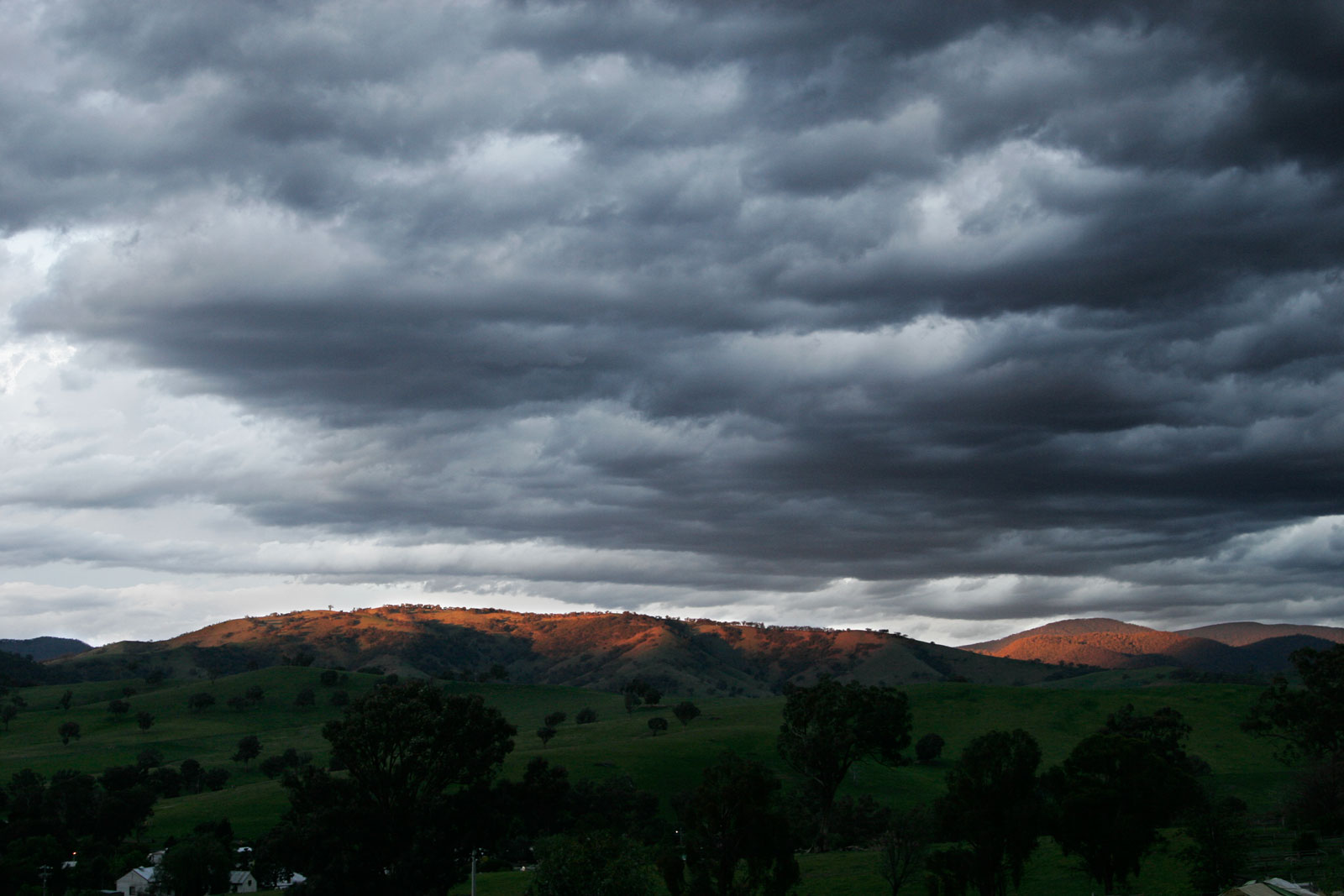
Stratusbewolking.

Lage bewolking (CL) bestaat uit stratus (St) en stratocumulus (Sc). Stratus is de dominante bewolking op de polen, terwijl stratocumulus op gematigde breedten het meest voorkomende wolkengeslacht is. Stratus ontstaat vaak door afkoeling van de onderste luchtlaag en komt dan meestal voort uit mist, dat ook tot het geslacht stratus wordt gerekend.
Stratocumulus komt vaak voort uit andere bewolking, maar kan ook ontstaan uit onstabiele stijgende lucht onder een inversielaag.

### Verticale bewolking

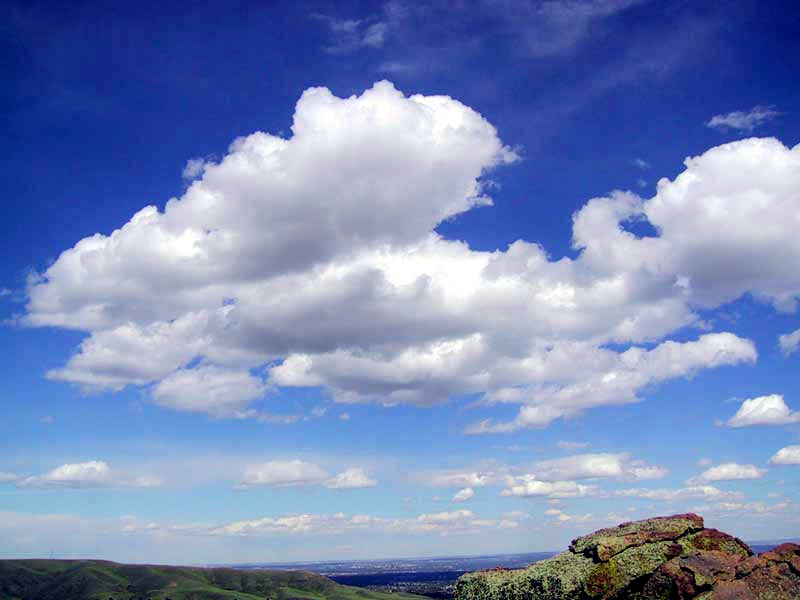
Cumulus.

Verticale bewolking bestaat uit cumulus (Cu) en cumulonimbus (Cb). Aangezien deze ontstaat door convectie wordt wel gesproken over convectieve bewolking. Dit is de dominante bewolking in de ITCZ. Het is bewolking die bestaat uit meerdere afzonderlijke dichte wolken die scherp omrand zijn. Een cumulonimbus is veel groter dan cumulus en kan zich verticaal sterk ontwikkelen tot een stabiele laag wordt bereikt, waar deze zich dan horizontaal kan spreiden als aambeeld. Deze wolk kan gepaard gaan met veel neerslag en onweer.

### Wolken boven de troposfeer

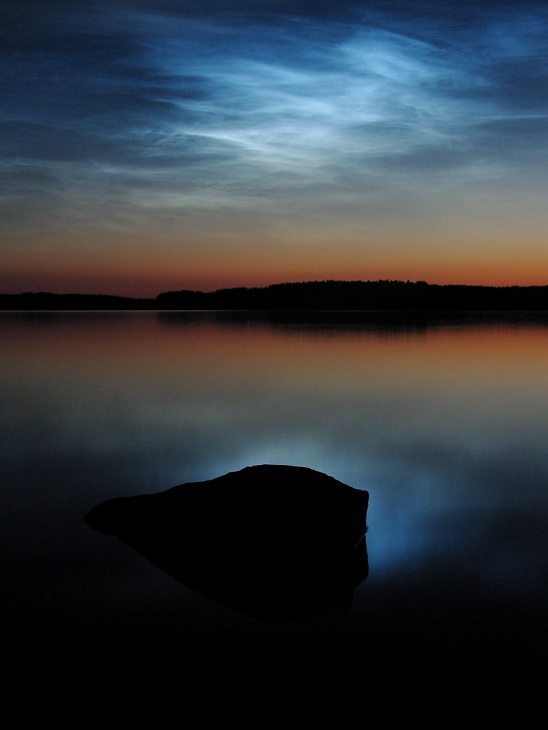
Lichtende nachtwolken boven het Saimaameer in Finland.

Naast de drie wolkenfamilies in de troposfeer komen er ook wolken voor daarbuiten in hogere lagen van de atmosfeer. Dit zijn:
- parelmoerwolken;
- lichtende nachtwolken.

### Onweer

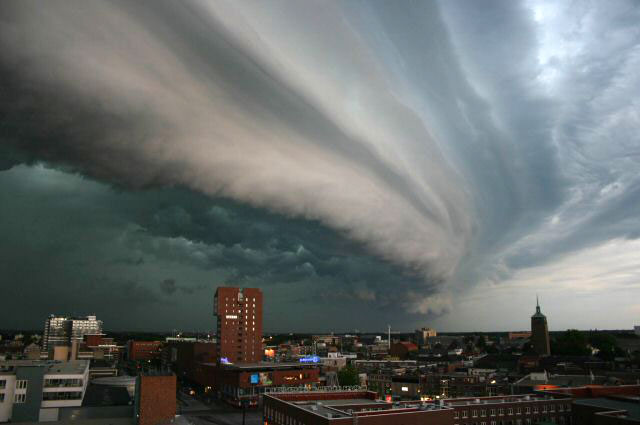
Een shelfcloud boven Enschede, voorafgaande aan een hevige onweersbui.

Bij onweer ontstaan in een buienwolk of cumulonimbus zeer hoge elektrische spanningen die resulteren in bliksemontladingen.

## Windrichting en wolken
Een blik op de wolkenhemel steil omhoog toont vaak dat wolken in verschillende richtingen bewegen. Soms zijn dat andere richtingen dan de richting van waaruit de wind aan het aardoppervlak waait. Wolken worden door de wind voortbewogen, maar aan de grond kan de wind uit een heel andere hoek waaien dan op bepaalde hoogte in de troposfeer. Wolken kunnen op verschillende niveaus voorkomen en kunnen dan ook uiteenlopende kanten op gaan. Wolken op grotere hoogte kunnen zelfs in tegengestelde richting bewegen dan lagere wolken en soms zijn er drie "lagen" zichtbaar.
Het goed waarnemen van wolken is lastig: de professionele waarnemer heeft de instructie om het uiterlijk van de hemel in zijn geheel te observeren (dus ook aan de horizon) en de ontwikkelingen goed te volgen. Wolken veranderen voortdurend, sommige groeien omhoog, andere kunnen wervelingen vertonen, ineens verdwijnen.
Een onrustige atmosfeer kan vaak worden herkend aan de chaotische wolkenhemel. Met name bij buien zijn de wolkenflarden door sterke turbulentie flink in beweging. In de buurt van buien kunnen in korte tijd grote verschillen in windrichting tussen nabijgelegen plaatsen optreden die ook in de wolken tot uiting komen. De bovenkant van een grote buienwolk vormt vaak een aambeeld dat op grote hoogte kan verwaaien.
Winden uit verschillende richtingen komen ook voor als een lokaal, kortdurend verschijnsel. Zo kan bij zeewind vlak boven het strand de wind van zee komen, terwijl op grotere hoogte rook juist naar zee drijft. Aan de wolken zijn dergelijke verschillen goed af te lezen.

## Kleur

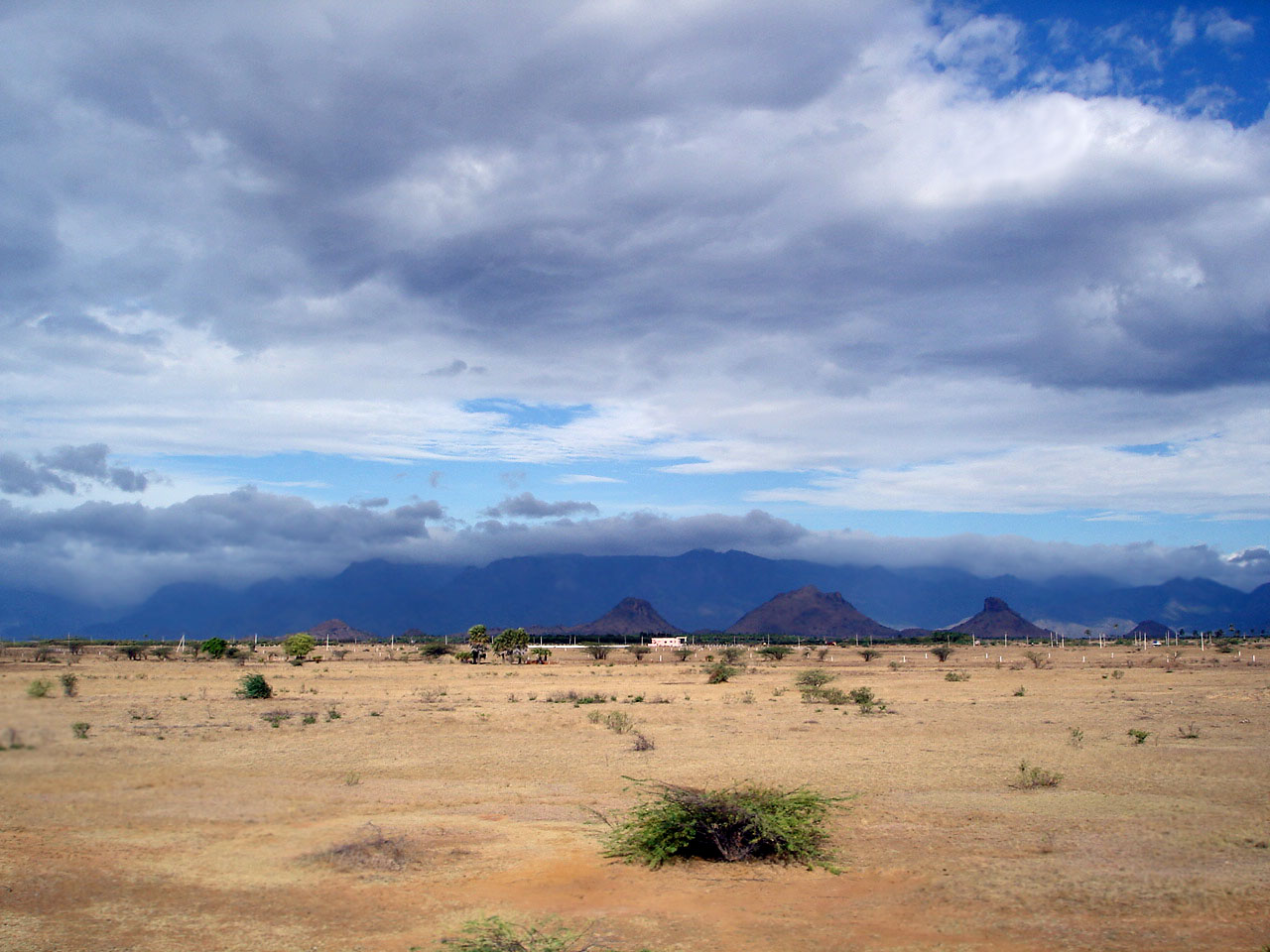
Wolken boven India

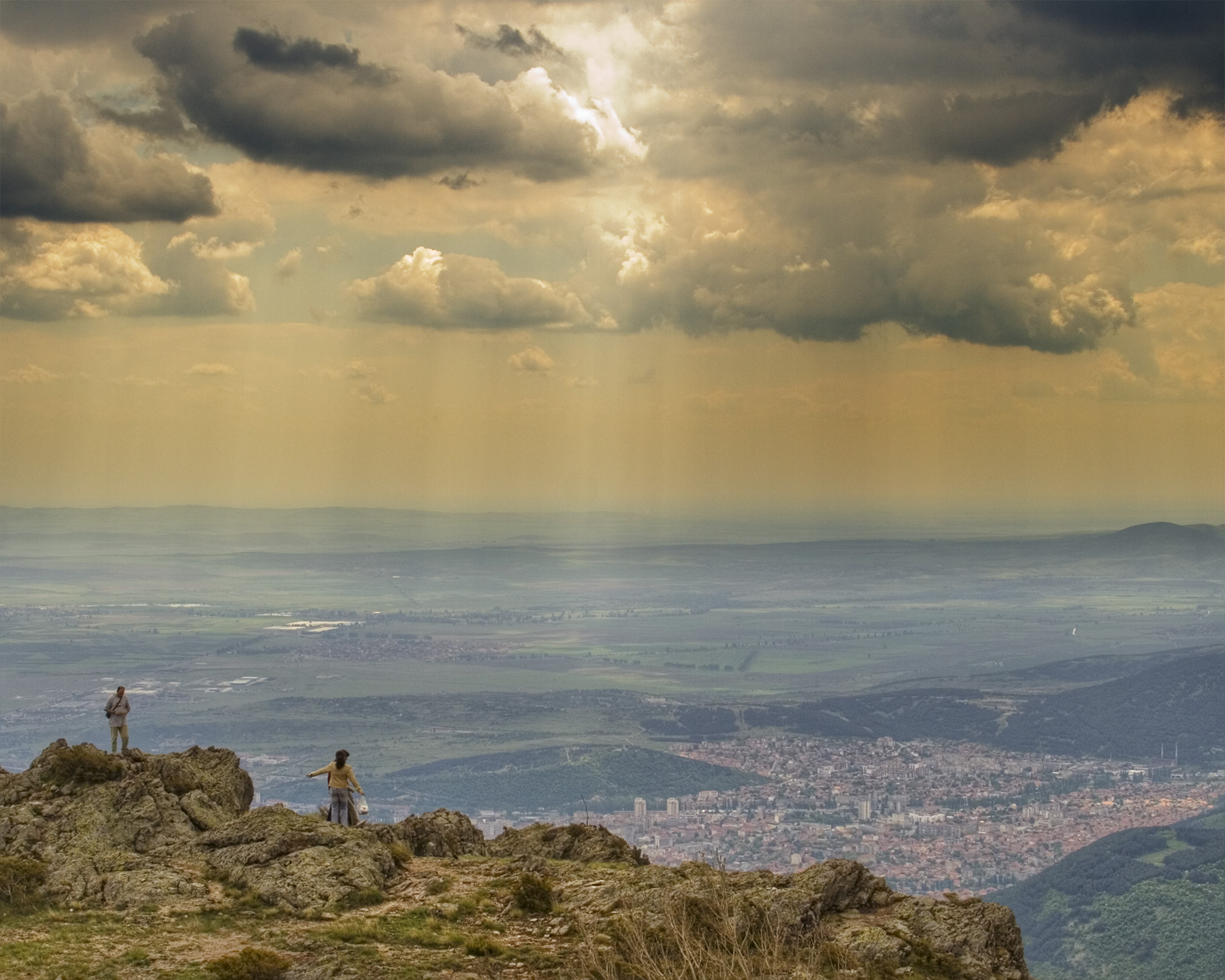
Zonlicht schijnt door de wolken.

De minuscule druppeltjes en ijskristallen van 0,001 tot 0,1 mm doorsnede zijn door de enorme aantallen toch zichtbaar als het wit of lichtgrijs van de wolk. Dit komt doordat de gecondenseerde waterdamp waar een wolk uit bestaat, een groot deel van de zonnestralen die erop schijnen reflecteren en verstrooien. Dit gebeurt over het gehele kleurenspectrum vrijwel even sterk, waardoor de overheersende kleur wit is. De witheid wordt wel uitgedrukt als reflectiecoëfficiënt albedo en neemt over het algemeen af met de hoogte.
Onder bepaalde omstandigheden kunnen wolken ook andere kleuren aannemen, zo kunnen wolken in de avondzon een fel rood uiterlijk krijgen, het avondrood. Dit komt doordat de zonnestralen dan een langere weg moeten afleggen door de atmosfeer, waarbij vooral het blauw uit het kleurenspectrum verstrooid wordt. Wat overblijft is hoofdzakelijk het rood en geel. De meest ongewone kleur voor een wolk is groen, omdat daarvoor zowel het rood als het blauw uit het spectrum gefilterd moet zijn. De groene flits kan plaatsvinden als een grote hoeveelheid water van achteren door rood licht beschenen wordt, bijvoorbeeld bij een laag staande zon. Aangezien water hoofdzakelijk het rood absorbeert en het blauw al verstrooid is in de atmosfeer door de langere weg die het zonlicht heeft afgelegd, blijft groen als restkleur over.